# リタ・クーリッジ (アルバム)
『リタ・クーリッジ』（Rita Coolidge）は、アメリカ合衆国の歌手リタ・クーリッジが1971年に発表した初のスタジオ・アルバム。

## 背景
クーリッジの姉プリシラ・クーリッジの夫、ブッカー・T・ジョーンズが演奏およびアレンジで参加した。また、参加ミュージシャンのうちレオン・ラッセルは、本作の制作前にクーリッジと共にジョー・コッカーのツアーに参加しており、スティーヴン・スティルスは当時クーリッジと交際していた。

## 反響・評価
アメリカでは10週Billboard 200入りし、1971年5月15日に最高105位を記録した。ロバート・クリストガウは本作にCプラスを付け「あまりにも堅実で、輝ける瞬間はない」と評している。

## 収録曲
1. 愛の神に伝えて - "That Man Is My Weakness" (Donna Weiss, Craig Doerge) - 3:55
2. 友の微笑 - "Second Story Window" (Marc Benno) - 2:59
3. クレイジー・ラヴ - "Crazy Love" (Van Morrison) - 3:36
4. ハッピー・ソング - "The Happy Song" (Otis Redding, Steve Cropper) - 3:54
5. セヴン・ブリッジズ・ロード - "Seven Bridges Road" (Steve Young) - 5:59
6. 悪い星の下に - "Born Under a Bad Sign" (Booker T. Jones, William Bell) - 4:18
7. あなたなしでは - "Ain't That Peculiar" (William Robinson, Pete Moore, Bobby Rogers, Marv Tarplin) - 3:54
8. マウンテンズ - "(I Always Called Them) Mountains" (M. Benno) - 4:04
9. マッド・アイランド - "Mud Island" (D. Weiss, Mary Unobsky) - 4:29
10. アイ・ビリーヴ・イン・ユー - "I Believe in You" (Neil Young) - 3:10

## 参加ミュージシャン
- リタ・クーリッジ - ボーカル、バックグラウンド・ボーカル
- ブッカー・T・ジョーンズ - ベース(on #2, #10)、オルガン(on #3, #4, #9)、ピアノ(on #3, #5)、エレクトリックピアノ(on #6, #7)、エレクトリック・ギター(on #9)、ストリングス・アレンジ、ホーン・アレンジ
- レオン・ラッセル - ピアノ(on #1)、オルガン(on #1)
- スプーナー・オールダム - エレクトリックピアノ(on #1, #4, #9, #10)、オルガン(on #5, #6, #8)、ピアノ(on #8)
- クラレンス・ホワイト - エレクトリック・ギター(on #1, #4, #6, #7, #8, #9)、アコースティック・ギター(on #5, #10)
- マーク・ベノ - エレクトリック・ギター(on #1)
- スティーヴン・スティルス - アコースティック・ギター(on #2)、エレクトリック・ギター(on #3)
- ボビー・ウーマック - エレクトリック・ギター(on #3)
- ジェリー・マギー - エレクトリック・ギター(on #4, #7)、ドブロ・ギター(on #5)、エレクトリック・シタール(on #5)、アコースティック・ギター(on #8, #10)
- ライ・クーダー - ボトルネック・ギター(on #6, #9)
- クリス・エスリッジ（英語版） - ベース(on #1, #4, #5, #6, #7, #8)
- ドナルド・ダック・ダン - ベース(on #3)
- カルヴィン・ファジー・サミュエルズ - ベース(on #9)
- ジム・ケルトナー - ドラムス(#2を除く全曲)、パーカッション(on #2, #9)
- ボビー・ホール - タンバリン(on #3, #4, #7, #9)、ボンゴ(on #5)、コンガ(on #6, #7, #9)
- ホーン・セクション
  - ジム・ホーン - ホーン・アレンジ(on #1, #6, #7)、アルト・サクソフォーン、テナー・サクソフォーン、バリトン・サクソフォーン
  - ジョン・ケルソン - テナー・サクソフォーン、バスクラリネット
  - ドン・メンザ - アルト・サクソフォーン、テナー・サクソフォーン、バスクラリネット
  - クリフォード・スコット - テナー・サクソフォーン
  - ピート・クリストリーブ - テナー・サクソフォーン
  - プラス・ジョンソン - アルト・サクソフォーン、テナー・サクソフォーン
  - ジョージ・ボハノン（英語版） - トロンボーン、バリトンホルン
  - ルー・マクリアリー、アーニー・タック、ジャック・レドモンド、ディック・ハイド - トロンボーン
  - オリヴァー・ミッチェル、チャック・フィンドレー、アル・アーロンズ、ダルトン・スミス - トランペット、フリューゲルホルン
  - ヴィンセント・デローザ、ビル・ヒンショー、アーサー・メイビー、デヴィッド・デューク - フレンチホルン
- ストリングス
  - レナード・マラースキー、ウィリアム・クラッシュ、ウィルバート・ナティコム、ジェイムズ・ゲツォフ、ハリー・ブルーストーン、ラルフ・シュラッファー - ヴァイオリン
  - ガレス・ナティコム、サミュエル・ボゴシアン - ヴィオラ
  - ジェシ・アーリック、ジェローム・ケスラー - チェロ
- クライディ・キング、ヴェネッタ・フィールズ、シャーリー・マシューズ、プリシラ・クーリッジ、ドナ・ワイス - バックグラウンド・ボーカル
- グラハム・ナッシュ、ボブ・セガリーニ、ランディ・ビショップ - バックグラウンド・ボーカル(on #3)